# Harpsonate (Hovhaness)
Alan Hovhaness voltooide zijn enige Sonate voor harp in 1954. Hij schreef het werk voor de harpvirtuoos Nicanor Zabaleta uit Spanje. Deze harpsonate is geschreven in de klassieke sonatevorm en combineert Oosterse en Westerse muziek.
Het bestaat uit drie delen:
1. Allegro; in de sonatevorm;
2. Lento misterioso; heeft iets weg van spiritueel ceremoniezang;
3. Allegro; een vrolijker en dansachtig deel.

## Discografie
- Uitgave Telarc: Yolanda Kondonassis (harp); een opname van dit werk in 1998; Galaxy Studio in Mol (België).

## Bron
- de Telarc compact disc
- Hovhaness.com